# Pietro Ferrabosco
Pietro Ferrabosco (* um 1512 in Laino bei Como; † nach 1588) war ein italienischer Maler, Festungsbaumeister und Architekt, der in Österreich und Ungarn tätig war.

## Leben
Der aus Norditalien stammende Ferrabosco war der Sohn des Maurermeisters Martino Ferrabosco. Ab 1542 war er in Diensten der Habsburger in Österreich und Ungarn tätig, wo er in den folgenden vierzig Jahren zahlreiche Renaissance-Bauwerke errichtete. Zunächst diente er als Soldat und Kriegsmaler in Ungarn. 1551 war er Hofmaler Kaiser Ferdinands I. in Wien. Seine genaue Rolle und Funktion in Prag in den darauffolgenden Jahren bleibt unklar. Nachdem er die schwierige Aufgabe der Donaubefestigung in Wien bewältigt hatte, wurde ihm 1556 die Reichsritterschaft (Ferrabosco di Lagno) verliehen. 1559 beklagt er sich beim Kaiser über sein geringes Gehalt und dass er über seinen vielen Bauaufgaben die Malerei vernachlässigen müsse. Um den Posten eines Bausuperintendenten in Wien bewarb er sich erfolglos, da er nie die deutsche Sprache erlernte. 1572 verschaffte ihm ein kaiserliches Empfehlungsschreiben das Ehrenbürgerrecht in Como. Im Jahre 1588 reichte er an Erzherzog Ernst sein Entlassungsgesuch ein und kehrte mit Vater, Ehefrau und Dienern an den Comer See zurück. Danach gibt es keine Nachrichten mehr von ihm.

## Werke

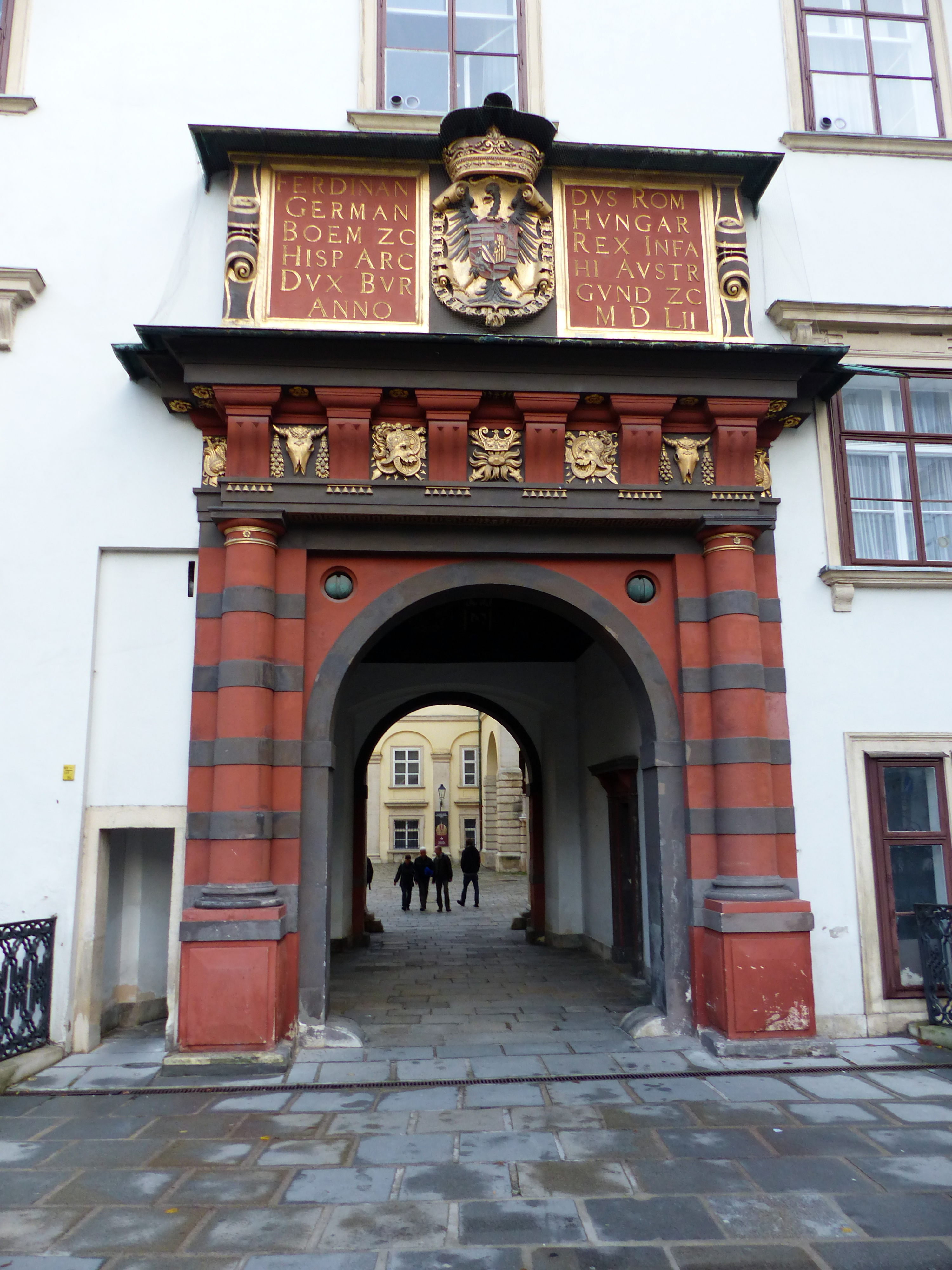
Schweizertor in der Hofburg, Wien

- Schlossbauten-Oberbaumeister, Pressburg (1550–1562)
- Schweizertor und wahrscheinlich auch Schweizerhofbrunnen der Hofburg, Wien (1552), Architekt Francesco de Pozzo, Errichtung und Bemalung
- Fresken des Augustinerganges in der Hofburg, Wien (1550–1553), nicht erhalten
- Festungsbauten, Tyrnau (1553)
- Schlossbauten am Hradschin, Prag (1554)
- Bemalung und Vergoldung des Karfreitagsgrabes, Burgkapelle, Wien (1555)
- Befestigungen, Hermannstadt (1556)
- Festung, Komorn
- Befestigungen, Raab (1557)
- Hofspital, Wien (1558), er berät Hermes Schallautzer beim Bau
- Befestigungen, Szigetvár (1558–1560)
- Schloss Kaiserebersdorf (1558–1561)
- Hofkirche, Innsbruck (1559), er berät Jacopo Strada
- Jesuitenkollegium, Wien (1562), Baumeister
- Festungsbauten, Wien (ab 1562), Baumeister
- Bollwerke für die Festung, Raab (1564)
- Befestigungen, Pressburg (1565)
- Eckbollwerke der Festung, Nagykanizsa (1566)
- Festungsbauten, Nagykanizsa (1568–1577)
- Schloss Neugebäude, Wien (ab 1569)
- Karlsbau der Grazer Burg (1570)
- Festungsbauten am Schloss und an der Stadtmauer, Erlau (1574)
- Hofkanzlei, Wien (1574–1576), Umbauten
- Rundtürme und kleine Eckbasteien am Schloss, Trentschin (1580–1582)
- Ernestinischer Bau der Hofburg (heute Amalienburg), Wien (1581)
- Arsenal, Wien (1582), Baumeister
- Schloss, Linz (1582)
- Königinkloster, Wien (1582–1583), Entwurf
- Schloss Weitra (1583)